# Erkner
Erkner är en stad i det tyska distriktet (Landkreis) Oder-Spree i förbundslandet Brandenburg. Staden har cirka 11 600 invånare och ligger vid Berlins sydöstra gräns. En linje av Berlins pendeltåg slutar i Erkner.
Orten omnämns 1579 för första gången i en urkund som litet fiskeläge. Först 1721 ökade samhällets betydelse med en poststation mellan Berlin och Frankfurt (Oder). 1842 öppnades en hållplats vid den nya järnvägslinjen och därefter blev Erkner ett omtyckt utflyktsmål. Nazisterna byggde 1938 en fabrik för kullager och av de 2 000 anställda var ett stort antal tvångsarbetare. Den 21 april 1945 lämnades orten utan strid till sovjetarmén. Efter kriget startades en kemisk fabrik för produktion av olika plastmaterial på orten vilket medförde stora miljöproblem.
Stadsrättigheter fick Erkner så sent som 6 juni 1998.

## Befolkning
| År   | Invånare |
| ---- | -------- |
| 1875 | 1 165    |
| 1890 | 2 295    |
| 1910 | 3 844    |
| 1925 | 5 703    |
| 1933 | 7 152    |
| 1939 | 8 234    |
| 1946 | 6 459    |
| 1950 | 6 631    |
| 1964 | 8 330    |
| 1971 | 8 391    |

| År   | Invånare |
| ---- | -------- |
| 1981 | 12 313   |
| 1985 | 12 867   |
| 1989 | 12 127   |
| 1990 | 12 158   |
| 1991 | 12 203   |
| 1992 | 12 025   |
| 1993 | 11 958   |
| 1994 | 11 863   |
| 1995 | 11 802   |
| 1996 | 11 954   |

| År   | Invånare |
| ---- | -------- |
| 1997 | 12 209   |
| 1998 | 12 194   |
| 1999 | 12 163   |
| 2000 | 12 128   |
| 2001 | 12 060   |
| 2002 | 11 998   |
| 2003 | 11 871   |
| 2004 | 11 829   |
| 2005 | 11 829   |
| 2006 | 11 697   |

| År   | Invånare |
| ---- | -------- |
| 2007 | 11 656   |
| 2008 | 11 645   |
| 2009 | 11 641   |
| 2010 | 11 580   |
| 2011 | 11 405   |
| 2012 | 11 438   |
| 2013 | 11 509   |
| 2014 | 11 540   |
| 2015 | 11 668   |
| 2016 | 11 695   |

| År   | Invånare |
| ---- | -------- |
| 2017 | 11 818   |
| 2018 | 11 815   |
| 2019 | 11 856   |
| 2020 | 11 935   |

Detaljerade källor anges i Wikimedia Commons..